# Niestetal
Niestetal är en kommun i Landkreis Kassel i Regierungsbezirk Kassel i förbundslandet Hessen i Tyskland.
De tidigare kommunerna Heiligenrode och Sandershausen bildade den nya kommunen Niestetal 1 augusti 1972.